# Rich the Kid
Rich the Kid, pseudonimo di Dimitri Roger (Queens, 13 luglio 1992), è un rapper statunitense.
Attualmente ha firmato con l'etichette discografiche Interscope e Republic Records l'album di esordio di Rich the Kid, The World Is Yours, è stato pubblicato il 30 marzo 2018. Il secondo, The World Is Yours 2 il 22 marzo 2019, mentre il terzo album in studio, Boss Man è stato pubblicato il 13 marzo 2020. Ha collaborato con i Migos e Kendrick Lamar. Nel 2018 pubblica il singolo Plug Walk che riscuote molto successo, certificandosi disco di platino in diversi Paesi.

## Biografia
Esordisce nel 2013 con il suo primo mixtape Been About the Benjamins. Subito dopo collabora con il gruppo musicale Migos con i tre mixtape Streets on Lock 1/2/3, quest'ultimo uscito nel 2014. Nel corso del 2014 pubblicato il suo secondo mixtape Feels Good 2 Be Rich, il quale presenta collaborazioni con i Migos, Young Thug, Kodak Black, French Montana e Riff Raff.

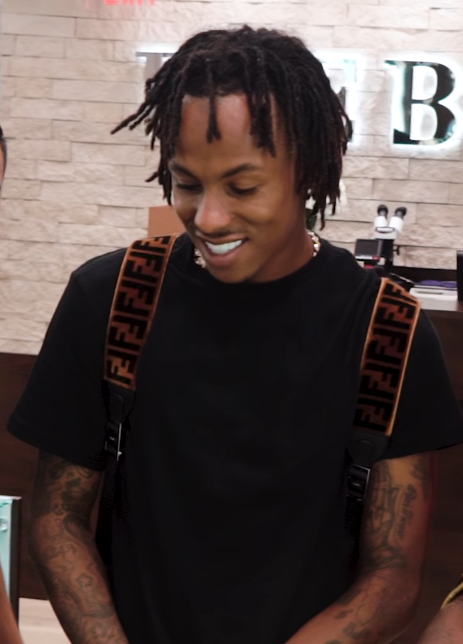
Rich the Kid nel 2018

Nel 2015 ha pubblicato il mixtape Flexin' on Purpose, seguito l'anno dopo dai mixtape Trap Talk e Keep Flexin. Nel giugno del 2017 Rich the Kid ha firmato un contratto discografico con la Interscope Records. Il 26 settembre dello stesso anno ha pubblicato il singolo New Freezer, in collaborazione con Kendrick Lamar che si è certificato disco di platino dalla RIAA per oltre 1 000 000 di copie vendute negli Stati Uniti d'America. Il secondo singolo dell'album è stato Plug Walk. Il singolo è stato certificato disco di platino nel mese di maggio negli Stati Uniti e in altri Paesi. È uno dei brani più noti del rapper. Il primo album in studio dell'artista viene rilasciato il 29 marzo 2018 dalla Interscope Records. L'album presenta molte collaborazioni con rapper affermati nella scena statunitense come Future, Rick Ross, Chris Brown, Quavo, Offset, Lil Wayne, Swae Lee e le nuove leve della scena americana come il suo compagno Jay Critch e il rapper Trippie Redd. Il 13 aprile 2018 viene rilasciata la copia fisica dell'album.
Il 12 ottobre 2018 esce su Spotify, il remix ufficiale di Pablo, singolo di Sfera Ebbasta prodotto da Rvssian. Nel remix è presente Rich insieme a Lil Baby e Moneybagg Yo.
Il 1 ottobre 2021 pubblica con Lil Wayne il mixtape Trust Fund Babies.

Autografo del rapper

## Rich Forever Music
Nel marzo del 2016, Rich annuncia di aver fondato la sua etichetta discografica chiamata Rich Forever Music. Il primo artista ad aver firmato per l'etichetta è stato Famous Dex, nel marzo 2016, nel'aprile entra a far parte dell'etichetta il secondo artista, Jay $tash. L'etichetta sempre lo stesso anno pubblica il primo volume dell'omonimo mixtape. Nel giugno del 2016 Rich ha firmato un accordo con 300 Entertainment, perché quest'ultima diventasse la parent company di Rich Forever.
Durante l'estate del 2016 esce il secondo volume del mixtape, (Rich Forever 2).
Nel novembre 2016 il rapper di Brooklyn Jay Critch entra a far parte dell'etichetta.
Il 17 marzo 2017, la label pubblica la terza compilation, The Rich Forever Way Mentre a giugno Rich Forever 3 che ha esordito al 93º posto nella classifica di Billboard.
Nel maggio 2018 Famous Dex ha firmato per l'etichetta come artista indipendente e nel settembre dello stesso anno firma per l'etichetta la prima artista donna, Airi, cantante R&B e youtuber.
A fine marzo del 2019 Rich ha affermato in un'intervista che un trio rap chiamato 83 Babies ha firmato per la label. Il 2 agosto 2019 l'etichetta ha pubblicato il quinto progetto intitolato Rich Forever 4. Nel dicembre dello stesso anno per l'etichetta firmano due produttori discografici: BeatsByJeff e Cassius Clay A maggio 2020 è entrato a far parte della Rich Forever Music anche il rapper Tropico.

### Membri
Artisti
- Rich the Kid
- Famous Dex
- Jay Critch
- Airi
- Yung Bino
- 83 Babies
- Tropico

Produttori e DJ
- The Lab Cook
- BeatsByJeff
- Cassius Clay
- DJ Ralphy Black (DJ del Rich The Kid Tour)

Artisti precedenti
- J $tash
- YBN Almighty Jay

## Vita privata
Dimitri è sposato con Antonette Willis e ha due figli con lei. A marzo 2018, la Willis ha presentato un'istanza di divorzio, richiedendo la piena custodia dei figli, pur concedendo i diritti di visita a Rich The Kid. Questo accadde poco dopo che la Willis lo accusò di aver avuto un rapporto sessuale con la spogliarellista Blac Chyna e la cantante India Love, sostenendo addirittura che avesse una relazione con lei. La Willis in seguito affermò che Dimitri la maltrattava e la costringeva ad abortire regolarmente.
Rich The Kid ha iniziato a frequentare Tori Hughes (professionalmente conosciuta come Tori Brixx) poco dopo il deposito del divorzio. Il 15 giugno 2018, Rich The Kid fu ricoverato in ospedale a seguito di un'aggressione a casa della cantante Tori Hughes. Secondo un rapporto della polizia, diversi uomini entrarono nella casa della Hughes con delle armi da fuoco. Quando Rich The Kid ha tentato di affrontarli, è stato picchiato e gli uomini sono scappati con una quantità "significativa" di soldi e gioielli. Il 29 dicembre 2018, Rich The Kid ha avuto un incidente con un quad a Calabasas, in California. Sulla base delle fonti di TMZ, sembra che Dimitri abbia perso il controllo e sia caduto dal suo 4 ruote e si sia ferito gravemente la mano. È stato portato all'ospedale poco dopo. Nel febbraio 2019, è stato rapinato e ferito con un'arma da fuoco fuori del Westlake Recording Studio di West Hollywood, in California.

### Faida con Lil Uzi Vert
La faida con Lil Uzi Vert è iniziata su Twitter a seguito di un'emissione pubblicitaria che Lil Uzi Vert aveva con la Generation Now del DJ Drama nel gennaio 2018. Rich The Kid ha twittato a Lil Uzi Vert, offrendogli un posto nella sua etichetta Rich Forever Music, in cui Uzi ha risposto "Boy I'm not signing for 20 rack". Un mese dopo, il 9 febbraio 2018, Rich The Kid disse che lui e Lil Uzi Vert avevano avuto dei "problemi personali". Il 27 febbraio 2018, Rich The Kid ha presentato in anteprima una traccia diss rivolta a Lil Uzi Vert dal titolo "Dead Friends" con la produzione di Mustard.
Il 26 marzo 2018, Rich The Kid ha ufficialmente rilasciato "Dead Friends". Dopo l'uscita di "Dead Friends", Rich The Kid disse che pensava che Lil Uzi Vert non avrebbe risposto. Uzi in seguito ha risposto sul suo SoundCloud con "Rich Forever Leaked", a cui Rich The Kid ha risposto dicendo "Fuck that nigga". Il 2 giugno 2018, Rich The Kid e Lil Uzi Vert si sono confrontati a uno Starbucks di Filadelfia. I video dell'alterco sono stati pubblicati online.

## Discografia

### Album in studio
- 2018 – The World Is Yours
- 2019 – The World Is Yours 2
- 2020 – Boss Man
- 2024 – Life's A Gamble

### EP
- 2016 – Rich the Shit

### Mixtape
- 2013 – Been About the Benjamins
- 2014 – Feels Good 2 Be Rich
- 2014 – Rich Than Famous
- 2015 – Flexxin on Purpose
- 2015 – Dabbin Fever
- 2016 – Trap Talk
- 2016 – Keep Flexin

### Mixtape collaborativi
- 2013 – Streets On Lock (con i Migos)
- 2013 – Streets On Lock 2 (con i Migos)
- 2014 – Solid Foundation (con Quality Control)
- 2014 – Streets On Lock 3 (con i Migos)
- 2015 – Still On Lock (con i Migos)
- 2015 – Streets On Lock 4 (con i Migos)
- 2015 – Whip It (con Famous Dex e Jay Critch)
- 2016 – Rich Forever Music (con Famous Dex e J$tash)
- 2016 – Rich Forever 2 (con iLoveMakonnen)
- 2017 – The Rich Forever Way (con Famous Dex e Jay Critch)
- 2017 – Rich Forever 3 (con Famous Dex e Jay Critch)
- 2018 – Rich Forever 4 (con Famous Dex e Jay Critch)
- 2020 – Nobody Safe (con YoungBoy Never Broke Again)
- 2021 – Trust Fund Babies (con Lil Wayne)

### Singoli
- 2017 – New Freezer (feat. Kendrick Lamar)
- 2018 – Plug Walk
- 2018 – Dead Friends
- 2018 – Leave Me
- 2018 – Talk To Me (con Tory Lanez)
- 2018 – Splashin
- 2019 – 4 Phones
- 2019 – Tic Toc (con Tory Lanez)
- 2019 – That's Tuff (feat. Quavo)
- 2020 – Money Talk (feat. YoungBoy Never Broke Again)
- 2020 – Red
- 2020 – Stuck Together (feat. Lil Baby & Future)
- 2020 – Too Blessed (feat. Quavo & Takeoff)
- 2020 – Bankroll (con YoungBoy Never Broke Again)
- 2021 – Feelin' Like Tunechi (con Lil Wayne)
- 2023 – If I Ever (con Onative e Morgenštern)
- 2024 – Gimme a Second (con Peso Pluma)
- 2024 – Band Man
- 2024 – Gimme a Second 2 (con Kanye West feat. Ty Dolla Sign e Peso Pluma)
- 2024 – Keep It Exclusive (con Quavo)
- 2024 – Carnival (con i ¥$ feat. Playboi Carti)

#### Collaborazioni
- 2015 – WDYW (Carnage feat. Lil Uzi Vert, ASAP Ferg & Rich the Kid)
- 2017 – Birds in LA (JG feat. Rich the Kid)
- 2018 – 20 Collane (Remix) (Sfera Ebbasta feat. Rich the Kid)
- 2018 – Creeping (Lil Skies feat. Rich the Kid)
- 2018 – Ring Ring (Jax Jones & Mabel feat. Rich the Kid)
- 2018 – Echa Pa Aca (Juan Magán & Pitbull feat. Rich the Kid & RJ Word)
- 2018 – Sex You Up (ManClub & Ray J feat. Rich the Kid)
- 2018 – Glimpse (Havana Brown feat. Rich the Kid)
- 2018 – Racks (Project Pat feat. Gucci Mane & Rich the Kid)
- 2018 – That's On Me (Remix) (Yella Beezy feat. 2 Chainz, T.I., Rich the Kid, Jeezy, Boosie Badazz & Trapboy Freddy)
- 2018 – No Budget (Kid Ink feat. Rich the Kid)
- 2019 – Girls Have Fun (Tyga feat. G-Eazy & Rich the Kid)
- 2019 – Facts (Chantel Jeffries feat. YG, Rich the Kid & Bia)
- 2019 – A.D.H.D. Freestyle Remix (Sad Frosty feat. Rich the Kid)
- 2019 – Daddy (Blueface feat. Rich the Kid)
- 2019 – She Miss Me (Gucci Mane feat. Rich the Kid)
- 2020 – Yes! (Kyle feat. Rich the Kid & K Camp)
- 2020 – Spring Break (AJ Mitchell feat. Rich the Kid)
- 2020 – Afterparty (Tungevaag & Rat City feat. Rich the Kid)
- 2022 – Jungle (ESCAPEPLAN feat. Rich the Kid)